# Paradoxul lui Gibbs (termodinamică)
Paradoxul lui Gibbs desemnează în termodinamică comportarea anormală, discontinuă, a entropiei în procesul de amestec a două gaze, atunci când asemănarea între acestea crește.
Această anomalie a fost pusă în evidență de J.W.Gibbs în lucrarea sa On the Equilibrium of Heterogeneous Substances (1876) și a fost privită întotdeauna ca o dificultate teoretică, pentru care trebuie găsite sau o explicație mai adâncă sau un mod de a o elimina. Discuțiile continuă până astăzi și au fost de curând revitalizate de câteva articole influente și de unele încercări - încă neacceptate - de reformulare mai generală a mecanicii statistice.
 

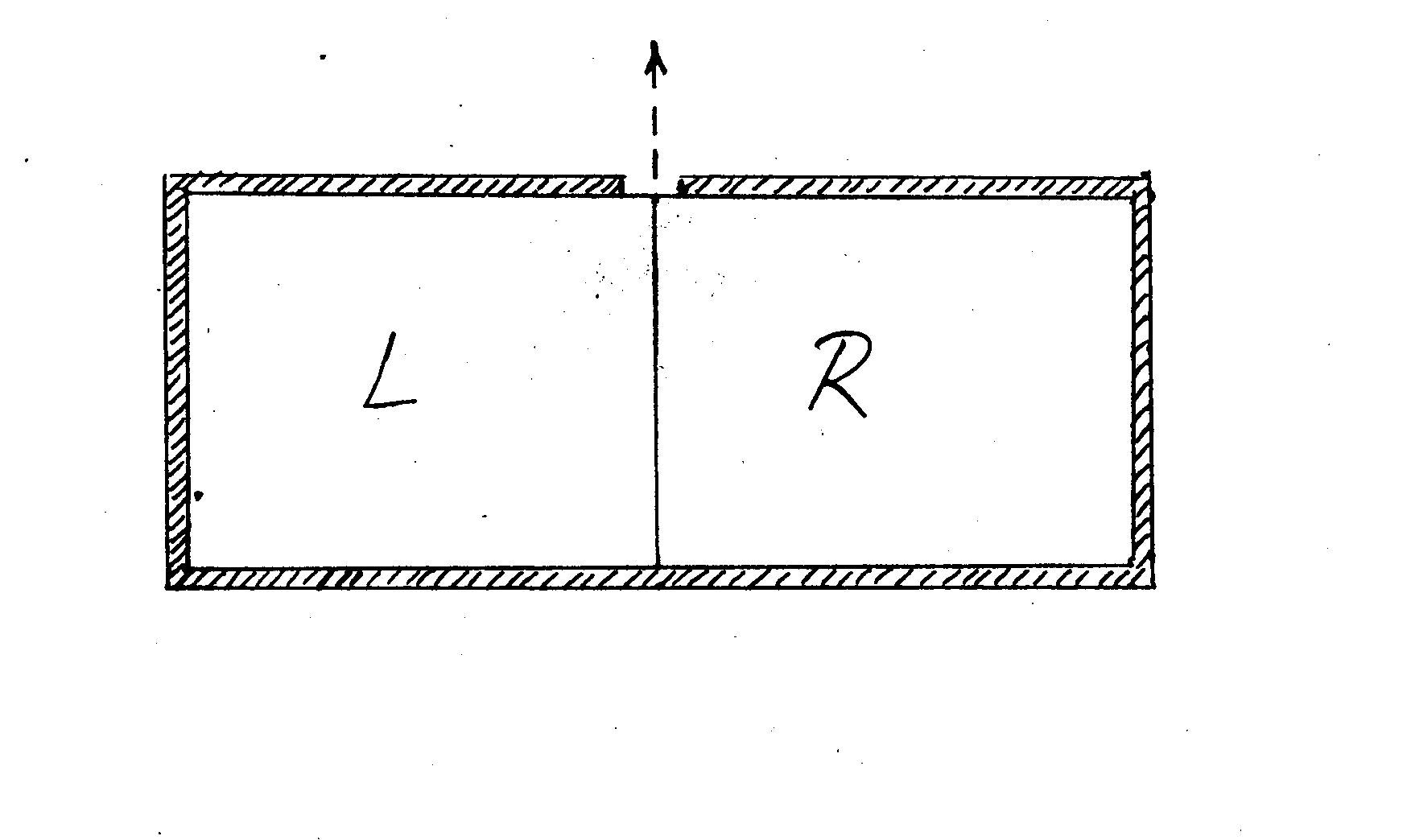
Fig.1:peretele despărţitor va fi îndepărtat

Situația este aceea prezentată în figura 1: un recipient izolat este împărțit de un perete diatermic  impermeabil in două părți egale; in stânga se găsește un mol din gazul L în echilibru termic cu un mol din gazul R, aflat în dreapta. Folosind definiția entropiei, entropia totală este (până la constante, vezi mai jos) suma entropiilor celor două gaze, deci, ignorând termenii dependenți de temperatură:

unde R este constanta gazelor ideale.
"Natura" gazelor L și R nu joacă aici nici un rol: pot fi și identice. Daca e indepărtat peretele despărțitor, gazele se amestecă; deoarece lucrul mecanic efectuat este nul și energia unui gaz ideal depinde numai de temperatură, aceasta rămâne constantă . Mai jos se arată că entropia unui amestec de gaze distincte care nu interacționează chimic între ele este egală cu suma entropiilor fiecărui gaz, considerat că ar ocupa singur întregul volum. Admițând aceasta, entropia finală este: 

Faptul că entropia a crescut este de așteptat, deoarece procesul de amestecare este ireversibil. Pe de altă parte, dacă gazele L și R sunt identice, îndepărtarea peretelui nu reprezintă nici o schimbare: la scară macroscopică nu se intâmplă nimic. Deci e de așteptat că entropia finală este aceeași cu cea inițială. În consecință, la amestecul a două gaze, creșterea entropiei (entropia de amestec) este 

Paradoxul este că gazele pot fi oricât de asemănătoare: creșterea entropiei la amestecul lor ramâne aceeași, dar scade brusc la zero când sunt identice. Însăși existența unei entropii de amestec poate părea stranie: pentru a aprecia aceasta, recurgem la imaginea obișnuită a gazului perfect ca fiind o colecție de puncte materiale în agitație termică fără interacție între ele: dacă punctele materiale sunt de două culori, L și R, entropia este cu 2R ln2 mai mare decât dacă toate ar avea aceeași culoare, deși traiectoriile și vitezele individuale ale particulelor pot fi identice. Această diferență esoterică trebuie însă să ducă la efecte calorimetrice măsurabile, independente de cât sunt culorile de apropiate.
În continuare, prezentăm mai detaliat argumentele care conduc la paradox, unele probleme pe care le ridică și rolul pe care mecanica cuantică poate să îl joace.

## Extensivitatea entropiei
Pentru un sistem cu un conținut material fix (masă, număr de moli ficși), se poate defini entropia oricărei stări relativ la o stare inițială dată cu ajutorul unei transformări reversibile:

unde dQ este căldura transmisă sistemului în decursul procesului. Se vede deci că entropia este definită pâna la constanta S(i). De asemenea, se poate arăta că pentru două sisteme în contact termic, variațiile de entropie sunt aditive. Entropia sistemului compus este definită și ea până la o constantă arbitrară: avem libertatea să alegem această constantă astfel incât entropia sa să fie suma entropiilor sistemelor componente.

Numim un sistem aflat în echilibru omogen dacă poate fi împărțit în mod arbitrar în subsisteme de pereți despărțitori cu proprietăți arbitrare, astfel încât orice două subsisteme sunt în echilibru unul cu celălalt. Un sistem pentru care efectele de suprafață sunt importante nu este omogen. Pentru sisteme omogene se pot identifica proprietăți extensive, proporționale cu numărul de moli al subsistemului considerat: de exemplu volumul și energia. Alegând convenabil constantele pentru fiecare subsistem posibil, și entropia poate deveni o funcție extensivă. Pentru un sistem cu un singur parametru geometric, de exemplu un fluid, determinăm constantele corespunzătoare unui număr n de moli cerând ca:

 O formă echivalentă este ecuația lui Euler:

Ilustrăm aceasta pentru un gaz perfect:formula dedusă pentru un mol se poate scrie și pentru n moli (folosind pV = nRT):

unde C(n) este constanta aditivă care depinde numai de n, iar Cv(T)=ncv(T), cu cv(T) capacitatea termică molară. Din ecuația (E) obținem o ecuație diferențială pentru C(n):

a cărei soluție este 

unde C0 este o noua constantă, independentă de n; cu aceasta, obținem o formulă extensivă pentru entropie:

Putem scrie C0 = -ln V0 + C00 unde V0 este un volum molar de referință, ceea ce preclude calculul logaritmului dintr-o cantitate cu dimensiune, iar C00 poate depinde de substanța considerată și nu poate fi determinat mai departe din termodinamică.

In concluzie, extensivitatea entropiei nu rezultă din principii fundamentale, dar este o cerință naturală pentru un sistem omogen. Ea reduce arbitrarul constantelor din definiția entropiei; în particular, presupunând că gazele L si R sunt identice și că se gasesc n (=1 in introducere) moli din fiecare in cele doua compartimente in Fig.1, atunci la îndepărtarea peretelui despărțitor: 

 drept consecință a omogenității.

## Entropia unui amestec
În general, entropia unui amestec omogen de nA moli din substanța A si de nB moli din substanța B este o funcție S(U,V,nA,nB), omogenă de grad 1 în variabilele ei și mai mult nu se poate spune. În special, nu este adevărat că o putem descompune în combinații simple ale cazurilor limită în care nB=0 sau nA=0, deoarece pot exista interacții între componentele amestecului. Există însă situații speciale, la temperaturi suficient de înalte și densități suficient de mici, în care aceste interacții sunt neglijabile: acesta este cazul amestecurilor de gaze Gibbs-Dalton.Acestea sunt definite prin proprietatea că presiunea lor este egală cu suma presiunilor parțiale ale componentelor(legea lui Dalton); înțelegem prin presiune parțială (în acest caz) presiunea pe care fiecare componentă a amestecului ar exercita-o dacă ar ocupa singură același volum.
Pentru astfel de amestecuri se poate arăta că și entropia amestecului este egală cu suma entropiilor componentelor, calculate ignorând prezența celorlalte. O ipoteză centrală în argumentația care urmează este posibilitatea construcției membranelor semipermeabile, care pot selecționa componentele unui amestec fluid: ele sunt presupuse complet impermeabile pentru toate componentele cu excepția uneia singure, pentru care sunt total "transparente". Există aproximații reale a astfel de membrane: cea mai cunoscută este o membrană de paladium transparentă pentru hidrogen, dar nu pentru alte gaze . Este neclar dacă ele pot fi realizate într-adevăr cu un grad oricât de înalt de eficiență, așa cum cere argumentația de mai jos.

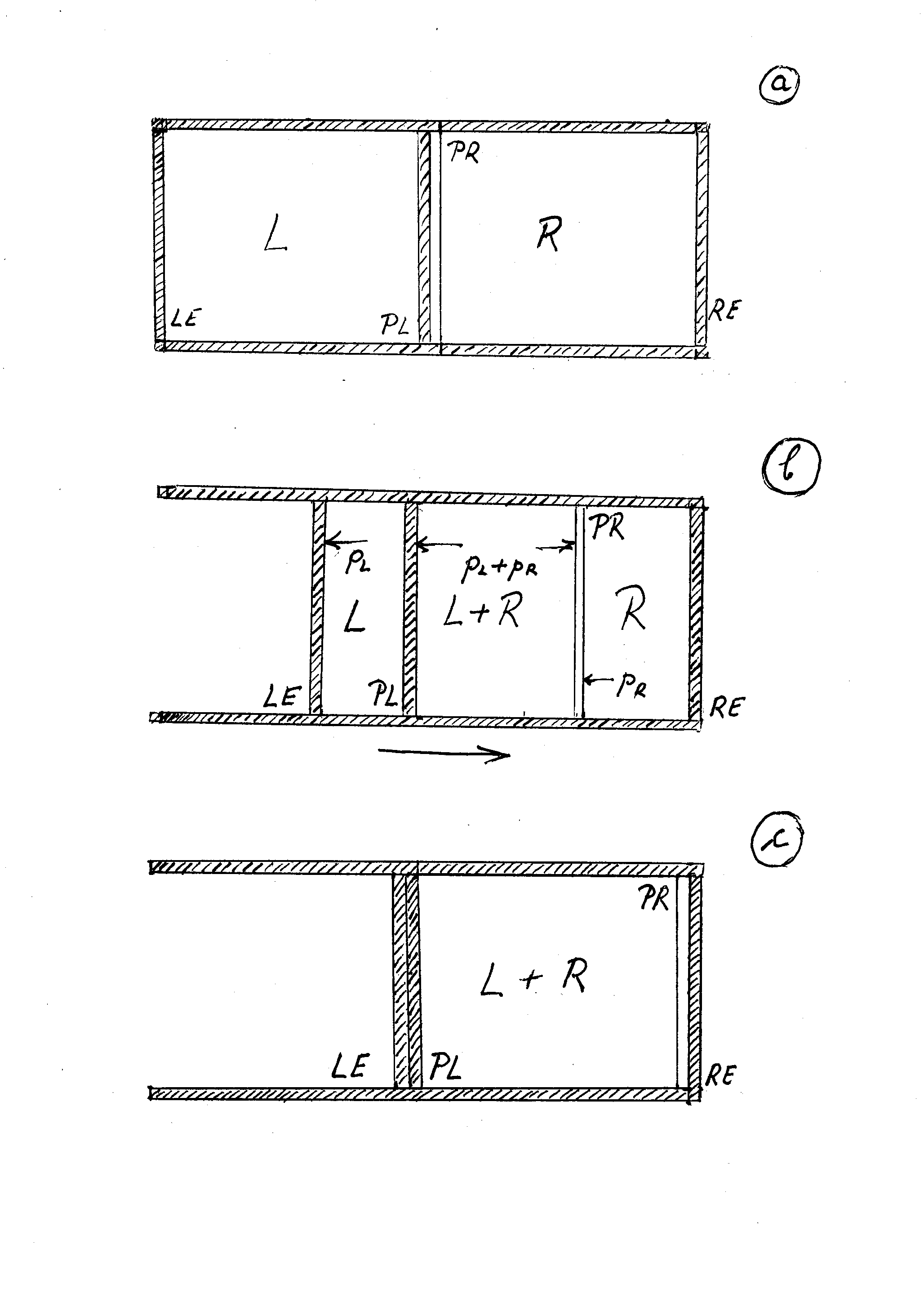
Fig.2:Amestecarea reversibilă a două gaze

Presupunând existența lor, putem imagina un proces reversibil de amestecare a doua fluide și calcula lucrul mecanic cheltuit. Considerăm un recipient izolat termic cu un perete despărțitor diatermic dublu, a cărui arie este A (vezi Fig.2a): in stânga se găsește gazul L, în dreapta R, și fiecare ocupă volumul V; presupunem că gazele L si R sunt distincte;Peretele PL(PR) este permeabil pentru gazul L(R), dar impermeabil pentru R(L). Peretele PR este mobil și solidar legat de peretele exterior LE; PL si RE sunt fixe. Putem deplasa încet "compartimentul" cu gazul L spre dreapta (fig.2b), astfel incât în volumul cuprins intre pereții PR și PL apare treptat amestecul de gaze. Lucrul mecanic efectuat pentru o deplasare infinitezimală dx spre dreapta este:

 unde FL este forța necesară pentru a echilibra peretele LE iar F pentru a echilibra peretele PR. Pentru LE: FL = pL*A, unde pL este presiunea gazului L; pentru PR:

 unde am folosit legea lui Dalton pentr presiunea amestecului: pA=pL+pR. Deducem că lucrul mecanic este nul: deci variația de energie la amestecul gazelor este zero. Procesul este evident reversibil și recipientul este izolat, deci entropia totală (egala inițial cu suma entropiilor SR și SL) ramâne constantă. Concludem că, pentru amestec (indice A): 

În acest punct se poate vedea că apare o discontinuitate în comportarea amestecului când gazele L și R devin identice: pereții PL,PR sunt transparenți atunci atât pentru L cât și pentru R. Pentru a comprima încet gazele de la volumul 2V la volumul V, trebuie să executăm atunci un lucru mecanic nenul: temperatura amestecului va crește dacă sistemul e izolat. Este natural să punem la îndoială că eficiența membranelor poate fi independentă de gradul de asemănare al gazelor.

Cu aceasta am justificat toți pașii folosiți pentru deducția paradoxului lui Gibbs : pentru n moli (n=1 în introducere) de gaze ideale diferite, L și R, după îndepartarea peretelui despărțitor (pentru un gaz perfect entropia este dată de formula (S) de mai sus și temperatura nu se schimbă în timpul unei expansiuni libere)

independent de natura gazelor si oricât ar fi de asemănătoare, dar distincte.

## Caracterul "antropomorfic" al entropiei
În fața acestui rezultat, se poate lua atitudinea că, atât timp cât nici o inconsistență nu e evidentă, trebuie să-l acceptăm, ca multe alte ciudățenii. Apare însă o întrebare: ce eroare comitem dacă nu știm că avem de a face cu un amestec (și ignorăm entropia de amestec)? Pentru ca aceasta să joace un rol, trebuie să recurgem la un proces reversibil prin care componentele amestecului să se separe. Cu acest scop, considerăm doi observatori, unul, numit I (de la ignorant), care nu știe că gazele L si R sunt distincte, și altul, numit C (de la cunoscător) care cunoaște acest lucru.
Pentru I nu există membrane semipermeabile care să despartă pe L de R; toate variabilele termodinamice depind pentru el numai de suma nLR=nL+nR a numerelor de moli nL,R ale gazelor L si R; pentru el toate stările de echilibru sunt bine descrise de o entropie SI(T,V,nLR) = S(T,V,nL+nR), cu S din formula (S) de mai sus. Dacă, fără cunoștința lui, în Fig.1 se gasesc nL moli de gaz L in stânga si nR din R în dreapta, si el îndepărtează peretele despărțitor, va zice că, în virtutea omogenității, SI(initial) = SI(final).
Observatorul C însă poate cel puțin imagina un mod de a separa gazele reversibil (de exemplu cu o membrană semipermeabilă). Entropia pe care o folosește el pentru amestec este SC(T,V,nL,nR)= S(T,V,nL) + S(T,V,nR) (o variabilă mai mult decât SI). Pentru el îndepărtarea peretelui din Fig.1 produce creșterea entropiei SC cu (nR+nL)Rln2. În concluzie avem de a face cu două expresii pentru entropie, cu număr diferit de variabile, dintre care una (SC) este compatibilă cu un număr mai mare de procese decât cealaltă.
În interpretarea statistică a termodinamicii cele două entropii delimitează grupuri diferite de microstări în spațiul fazelor, corespunzător posibilităților experimentale "umane" diferite. Jaynes numește această dependență "antropomorfismul" entropiei. Arătăm acum  că descrierea sistemului prin entropia SI poate chiar duce la contradicții cu principiul al doilea atunci când procesul reversibil la care e supus amestecul e suficient de complex.

Să presupunem pentru aceasta că în Fig.1 inlocuim peretele despărțitor cu doua pistoane PL si PR permeabile respectiv pentru gazele L,R și impermeabile pentru R,L. Spre deosebire de Fig.2 pereții exteriori LE și RE sunt ficși și recipientul este în contact cu un rezervor la temperatura T. Cum privesc observatorii I și C ce se petrece?  Pentru C, gazele R și L se destind și pot fiecare efectua un lucru mecanic (ridica o greutate), cu atât mai mare cu cât procesul este mai încet (mai aproape de reversibilitate). Lucrul mecanic maximal efectuat in timpul destinderii este pentru gazul L:
 
 și la fel pentru gazul R. Pentru C, in limita reversibila, Primul principiu al termodinamicii este satisfăcut prin aceea că LL+LR = Q, cantitatea de căldură preluată de la rezervor. Entropia rezervorului a scăzut cu Q/T= (nL + nR)R ln 2, iar entropia amestecului de gaze în recipient a crescut cu (nL + nR)R ln 2 (gazele L și R cuprind acum un volum 2V). Deci entropia totală a rămas constantă și totul este in ordine. Observatorul I, ignorând distincția între R si L, consideră că starea gazului în recipient este de echilibru și este mirat întâi să vadă că cele doua pistoane devin mobile (că starea de echilibru își pierde spontan stabilitatea). El poate constata calorimetric că rezervorul cedează căldura Q = (nL+nR)RT ln2 care e transformată în lucru mecanic, așa incât principiul Unu este satisfăcut. Dar pentru el starea finală a gazului din recipient este identică cu cea inițială și acesta are prin urmare aceeași entropie; deci scăderea entropiei rezervorului cu (nL+nR)R ln 2 este  necompensată și entropia "universului"(= rezervor + recipient) a scăzut : el conclude că Principiul al doilea al termodinamicii este violat!.

## Paradoxul lui Gibbs înmecanica cuantică
Mecanica cuantică pare să ofere în mod natural o "soluție" a paradoxului lui Gibbs, deoarece oferă, prin produsul scalar, o măsură naturală a apropierii între două stări. Pentru aceasta, luăm în considerație gradele interne de libertate ale particulelor care constituie gazele și presupunem pentru simplitate că ele au un spin egal cu 1/2. Presupunem că gazele L si R sunt identice, dar diferit polarizate. Este de așteptat că, atunci cand direcțiile de polarizare se apropie una de cealaltă ("similaritatea gazelor crește"), creșterea de entropie datorită amestecului scade continuu catre zero. Pare astfel că discontinuitatea care apare in termodinamica clasică în limita de "totală similaritate" dispare acum. Acest argument este expus in detaliu în  și se bazează pe definiția entropiei în mecanica cuantică dată de J.v.Neumann in cartea sa . După J.v.Neumann entropia unui mol de gaz format din particule cu spin 1/2 la temperatura T în volumul V este dat de:

 
unde S(clasic) este dat de ecuatia (S), R este constanta gazelor perfecte , ρ este matricea de densitate asociată cu o singură particulă:

 
iar Tr semnifică urma ei. În formula de mai sus, suma este peste diferitele stări în care particula se poate găsi, cu probabilitățile pi, iar P(ψi) este proiectorul pe starea |ψi>. Dacă particulele în gazele L și R (Fig.1) sunt complet polarizate în starea inițială (se gasesc toate in aceeași stare |ψ>, respectiv |φ>), ρL = P(ψ), ρR = P(φ) si SL(intern)=SR(intern)=0. După amestec,

. Un calcul simplu al valorilor proprii arată că:

unde 

 Din această expresie se vede că, dacă cele două stări se apropie una de cealaltă: 

 și aceasta tinde către zero când ε → 0. Astfel, se pare că mecanica cuantica oferă un mod de a evita paradoxul lui Gibbs, considerând numai similaritatea stărilor interne ale particulelor.
Aceasta însă este pentru mulți o iluzie . Dacă acceptăm definiția cuantică  a entropiei, este adevărat că entropia de amestec ΔS este din ce in ce mai mică atunci când stările interne se apropie între ele, dar devine neclar în ce sens ea reprezintă extinderea naturală a entropiei clasice. Într-adevar, în cazul clasic putem determina creșterea entropiei după amestec calculând ∫(dQ/T) pe un drum reversibil care unește starea finală (amestecul) cu cea inițială (gaze separate)(ecuația (A)): de exemplu, folosind un rezervor la temperatura T și o membrană semipermeabilă putem separa amestecul, la inceput în două volume de mărime 2V inversând procesul de la §2 și apoi comprima izoterm la geometria inițială. În cazul cuantic rolul membranei semipermeabile îl poate juca un polarizor care selectează o stare anumită a spinului. Este de imaginat că acesta face de fapt o "măsuratoare" a direcției spinului și în funcție de rezultatul măsurătorii, îl lasă să treacă sau nu. Un astfel de polarizor poate separa cele două gaze numai dacă starile |φ> si |ψ> sunt ortogonale și el selectează una din stări, de exemplu |ψ>. Dacă stările nu sunt ortogonale, există o probabilitate |<φ|ψ>|2 ca o particulă în starea |φ> să se gasească după măsurătoare in starea |ψ>. Deci, din 2N molecule se găsesc după măsurătoare N(1+|<φ|ψ>|2) in starea |ψ> si restul în starea |ψ'> ortogonala pe |ψ>. Nu există nici un mod prin care să ne putem reîntoarce acum la starea inițială, în care cantități egale de gaze se găseau în stările |φ>, respectiv |ψ>. In concluzie: dacă |φ> si |ψ> sunt ortogonale, creșterea de entropie la amestec este aceeasi cu cea clasica, 2R ln2; pe masură ce "unghiul" între ele tinde către zero, creșterea entropiei este din ce în ce mai mică, dar procesul de amestec devine ireversibil iar variația de entropie nu poate fi calculată folosind formula naturală (A): ΔS=∫dQ/T.
 Această anomalie a comportării entropiei (Q) pune in discuție utilitatea ei în tratamentul cuantic al paradoxului lui Gibbs. Unii autori consideră că singura mărime cu corespondent clasic bine definit este lucrul mecanic maximal care poate fi extras adiabatic dintr-un sistem cuantic. În cazul clasic, acest maximum este realizat într-un proces în care entropia este constantă (așa cum reiese din principiul al doilea al termodinamicii). Pentru o nouă "rezoluție" a paradoxului lui Gibbs folosind aceasta noțiune, referim la lucrarea .

## Remarci istorice
În lucrarea sa "On the equilibrium of heterogeneous substances"(1876) Gibbs nu a considerat discontinuitatea entropiei de amestec când gazele devin identice drept paradoxală. După E.T.Jaynes o lectură atentă a lucrării permite descoperirea unui argument ca cel din §3 cu privire la "antropomorfismul" entropiei. Mai târziu, în lucrarea sa "Elements of statistical mechanics"(1902), pentru a remedia faptul că mecanica statistică nu oferă direct o expresie extensivă pentru entropie,Gibbs a introdus ad hoc un factor 1/N! în calculul sumei de stare (în numărarea stărilor posibile), considerând astfel drept identice stări care diferă numai printr-o permutare a particulelor gazului; faptul că dificultățile dispar prin această modificare este privit uneori ca un argument pentru incompletitudinea fizicii clasice și ca o "previziune" a statisticilor cuantice. Termenul "paradoxul lui Gibbs" este folosit și pentru această dificultate din mecanica statistică. Cele doua accepții ale termenului sunt legate între ele (cuvântul "identitate" (de particule sau gaze) joacă un rol cheie în ambele) dar, și din motive de spațiu, trebuiesc discutate separat. Din acest motiv e adăugată lămurirea din titlu.
"Paradoxul" lui Gibbs, în varianta termodinamică, a fost obiectul multor studii.O istorie cu referințe a discuțiilor asupra paradoxului lui Gibbs se găsește în lucrarea 
. O "soluție" adesea citată a paradoxului este aceea a lui P.W.Bridgman . Discontinuitatea entropiei în limita identității gazelor este pusă în legătură cu dificultățile operatoriale crescânde de a decide dacă gazele sunt identice sau foarte puțin diferite. În această limită, cerința de a face un filtru transparent pentru particulele gazului L și opac pentru cele din R devine contradictorie. Apropierea de contradicție se manifestă prin aceea că timpul de separare crește indefinit . 
Alfred Landé consideră că forma termodinamică a paradoxului este în dezacord cu un principiu general de continuitate al fizicii, după care entropia de amestec trebuie să se apropie continuu de zero când asemănarea între gaze crește. De aici el conclude că descrierea clasică a particulelor gazului este insuficientă. Introducând o funcție de similaritate între două particule și cerând ca entropia de amestec să tindă la zero când această funcție tinde către unu, el introduce treptat în mod original conceptele mecanicii cuantice. Funcția de similaritate are proprietățile (pătratului) produsului scalar între stări. Dificultățile descrise în paragraful precedent sunt discutate  dar fără concluzii radicale.